# Шибертуй
Шиберту́й (бур. Шэбэртэ) — улус в Бичурском районе Бурятии. Административный центр сельского поселения «Шибертуйское».

## География
Расположен у подножия Заганского хребта на речке Шэбэртуй (бур. Шэбэртэ — «[с] густым лесом», левая составляющая реки Заган, правого притока Хилка), в 13 км к северу от места впадения Загана в Хилок, в 40 км к северо-востоку от районного центра, села Бичура, на региональной автодороге Р441 Мухоршибирь — Бичура — Кяхта.

## Население
| 2002 | 2010  |
| ---- | ----- |
| 1052 | ↗1167 |

## Известные люди
- Дондок Улзытуев (1936—1972) — бурятский поэт-лирик, Член Союза писателей СССР;
- Владимир Павлов — Председатель Народного Хурала Республики Бурятия VI созыва (с 19 сентября 2018 года).